# M3 (metro van Kopenhagen)
De M3, officieus bekend als Cityringen, is een lijn van de metro van Kopenhagen, die op de kaarten is weergegeven met de kleur rood, en op 29 september 2019 is geopend.

## Route
De lijn bedient alle 17 stations van de 15,5 kilometer lange cityring. De lijn ligt, in tegenstelling tot de andere lijnen, geheel ondergronds. De stations onder de oude stad, het oostelijke deel van de cityring, zullen volgens plan vanaf begin 2020 ook door lijn M4 worden bediend. Op de stations Frederiksberg en Kongens Nytorv kan op de lijnen M1 en M2 worden overgestapt. Bij København H, Nørrebro en Østerport kan op de S-tog worden overgestapt.

## Materieel
Voor de lijn zijn bij Hitachi Rail (het vroegere AnsaldoBreda) dertig automatisch bestuurde metrostellen gekocht die een nieuwe versie zijn van de onbemande metrostellen die op de oudere metrolijnen rijden. De nieuwe metrostellen zijn vanaf 2014 geleverd en zijn door technische verschillen niet uitwisselbaar met die op de lijnen M1 en M2. Het depot met onderhoudswerkplaats van de lijnen M3 en M4 ligt naast de werkplaats van de DSB bij de Otto Busses Vej.

## Opening
Op 29 september 2019 stapten de Deense koningin Margrethe en haar gevolg om 13:00 uur op Rådhuspladsen in voor de eerste rit. Na de hele lijn te hebben bereden was het gezelschap om 13:20 terug op Rådhuspladsen waar vervolgens de openingsceremonie plaatshad. Vanaf 15:00 uur kon iedereen een rit maken tussen de stations Frederiksberg Allé en Rådhuspladsen. De andere 15 stations werden om 16:00 uur geopend, waarmee de hele lijn in gebruik was.

## Geschiedenis
De eerste voorstellen voor een ringlijn onder de binnenstad kwamen al in 1999, tijdens de aanleg van de eerste metrotunnel, op tafel. Het plan voorzag in 16 stations op de ringlijn zelf en aftakkingen, lijn M4, in het zuiden en het noordwesten. In het zuiden zou een zijtak lopen naar Valby, terwijl bij Nørrebro een aftakking naar Brønshøj en Gladsaxe zou komen. De voorgestelde route was:
Københavns Hovedbanegård, Rådhuspladsen, Christiansborg, Kongens Nytorv, Amalienborg, Østerport, Trianglen, Rigshospitalet, Nørre Fælled, Rådmandsmarken, Nørrebro, Runddelen, Blågårds Plads, Forum, Alhambravej, Vesterbrostorv.
De cursief getoonde stations zijn niet gebouwd en Forum is geen onderdeel van de ringlijn geworden. Na een aantal wijzigingen stelden de stad Kopenhagen en de gemeente Frederiksberg in december 2005 het tracé van de ringlijn vast. De noordkant werd aangepast door niet de kortste weg van Trianglen naar Rådmandsmarken, thans Skjodsplads, te nemen, maar een lus door de noordelijke wijken toe te voegen. De zuidkant kreeg ook een ruimere lus met stations in de gemeente Frederiksberg (de enclave die geografisch omringd wordt door de gemeente Kopenhagen) met station Frederiksberg als overstappunt op de oost-west lijn (M1 en M2). De wel gebouwde stations van het oorspronkelijke plan hebben deels een andere naam gekregen. De lijn verbindt de stations Københavns Hovedbanegård, Østerport en Nørrebro met de belangrijkste pleinen in de binnenstad. De verwachting is dat ongeveer 300.000 reizigers per dag van lijn gebruik zullen maken.

## Financiering
Op 1 juni 2007 nam het parlement een wet aan voor de aanleg en financiering van het project dat de naam Cityringen kreeg. De kosten werden destijds geschat op 15 miljard kronen (1,6 miljard euro), waarbij toen al door experts gewaarschuwd werd dat er een groot risico was voor budgetoverschrijding.
De Deense staat nam hiervan 4 miljard, de stad Kopenhagen 4,8 miljard, Frederiksberg 0,8 miljard voor haar rekening. De overige 5,4 miljard moest komen van de exploitatie. De begroting liep al tijdens de aanbestedingsprocedure op tot 21,3 miljard kronen. De kosten bedragen 22,3 kronen, dit verschil van 1 miljard bestaat voor 700 miljoen uit vertragingskosten en 300 miljoen voor schadevergoedingen aan bewoners en bedrijven langs het traject. Daarnaast is er een verlies voor de metroexploitant van 200 miljoen door gederfde kaartverkoop en extra rentebetalingen.

## Aanleg
De bouw van de cityring werd na een aanbestedingsprocedure gegund aan het consortium Copenhagen Metro Team I/S van drie Italiaanse bedrijven Salini Costruttori, Maire Tecnimont en Società Esecuzione Lavori Idraulici (SELI), dat op zijn beurt verschillende onderaannemers inhuurde. De werkzaamheden begonnen met het archeologisch onderzoek in 2009 en de cityring moest in december 2018 gereed zijn. In augustus 2014 werd duidelijk dat dit niet gehaald zou worden en volgde een uitstel van een half jaar. In het voorjaar van 2019 werd bekend gemaakt dat de lijn op 29 september 2019 zal worden geopend.
Om de tunnels, die op maximaal 35 meter diepte liggen, te boren werden vier tunnelboormachines (TBM) gebouwd. De TBMs zijn genoemd naar de vroegere telefooncentrales Nora, Eva, Minerva en Tria, die tussen 1930 en 1980, net als de metro nu, de verbindingen verzorgden tussen de verschillende wijken van Kopenhagen en Frederiksberg. Nora en Tria begonnen vanuit de startschacht bij Nørrebro Park, terwijl Eva en Minerva begonnen bij het depot aan de Otto Busses Vej. Op 20 februari 2017 waren de tunnels gereed en werden de boormachines tijdens een ceremonie bij Københavns Hovedbanegård weer naar de oppervlakte gehesen.
De stations zijn, op Marmorkirken na dat perrons heeft op verschillend niveau, gebaseerd op het standaardontwerp van de eerdere lijnen. Er zijn echter meer liften per station en voor de herkenbaarheid verschilt de bekleding van de scheidingswanden per station.

## Stations
Overzicht van de stations van lijn M3. Tussen haakjes staan, indien afwijkend, de namen waaronder de stations in het plan waren opgenomen.
| Station                        | Gemeente      | Overstappunt | Foto  | Type | Opening           | Tariefzone |
| ------------------------------ | ------------- | ------------ | ----- | ---- | ----------------- | ---------- |
| Københavns Hovedbanegård       | Kopenhagen    |              | 250 ! | Kuip | 29 september 2019 | 1          |
| Rådhuspladsen                  | Kopenhagen    |              | 260 ! | Kuip | 29 september 2019 | 1          |
| Gammel Strand (Christiansborg) | Kopenhagen    |              | 270 ! | Kuip | 29 september 2019 | 1          |
| Kongens Nytorv                 | Kopenhagen    |              | 280 ! | Kuip | 29 september 2019 | 1          |
| Marmorkirken (Amalienborg)     | Kopenhagen    |              | 290 ! | Kuip | 29 september 2019 | 1          |
| Østerport                      | Kopenhagen    |              | 300 ! | Kuip | 29 september 2019 | 1          |
| Trianglen                      | Kopenhagen    |              | 310 ! | Kuip | 29 september 2019 | 1          |
| Poul Henningsens Plads         | Kopenhagen    |              | 320 ! | Kuip | 29 september 2019 | 2          |
| Vibenshus Runddel              | Kopenhagen    |              | 330 ! | Kuip | 29 september 2019 | 2          |
| Skjolds Plads (Rådmandsmarken) | Kopenhagen    |              | 340 ! | Kuip | 29 september 2019 | 2          |
| Nørrebro                       | Kopenhagen    |              | 350 ! | Kuip | 29 september 2019 | 2          |
| Nørrebros Runddel (Runddelen)  | Kopenhagen    |              | 360 ! | Kuip | 29 september 2019 | 2          |
| Nuuks Plads                    | Kopenhagen    |              | 370 ! | Kuip | 29 september 2019 | 2          |
| Aksel Møllers Have             | Frederiksberg |              | 380 ! | Kuip | 29 september 2019 | 2          |
| Frederiksberg                  | Frederiksberg |              | 390 ! | Kuip | 29 september 2019 | 2          |
| Frederiksberg Allé             | Frederiksberg |              | 400 ! | Kuip | 29 september 2019 | 1          |
| Enghave Plads                  | Kopenhagen    |              | 410 ! | Kuip | 29 september 2019 | 1          |